# 데스티니 건담
데스티니 건담(영어: Destiny Gundam, 일본어: デスティニーガンダム)은 TV 애니메이션인 《기동전사 건담 SEED DESTINY》에 등장하는 모빌 슈트(MS)로 분류되는 가공의 유인 조종식 인간형 로봇 병기이며, 이 작품의 후반 주역기이다. "데스티니"는 영어로 "운명"을 의미한다. 미디어나 관련 상품에서는 "데스티니 건담"이라고 호칭되지만, 《기동전사 건담 SEED DESTINY》 작품 내에서는 다른 건담 타입의 모빌 슈트와 마찬가지로 "건담"을 생략하고 "데스티니"라고 호칭된다.
메카닉 디자인은 오오카와라 쿠니오가 담당하였다.

## 개요
《건담 시리즈》에서는 TV 애니메이션 작품인 《기동전사 건담 SEED DESTINY》 제35화부터 등장했다.
메카닉 디자인을 담당한 오오카와라 쿠니오는 잡지 기사에서 전통적인 건담이면서도 주 날개의 디자인에 난항을 겪어, 최종적으로는 한 개의 축으로 작은 날개를 개폐하는 형태가 되었다고 말했다.
또한 선라이즈의 설정 제작부는 잡지 기사에서 감독인 후쿠다 미츠오는 "어쨌든 최강"이라는 컨셉을 제시하였고, 이를 바탕으로 신 아스카의 캐릭터성을 반영해 악의에 찬 얼굴, 사프한 디자인, 회색을 기본으로 하는 색상을 채택했다고 밝혔다. 그리고 고기동시의 잔상은 데스티니 건담의 특출난 스피드를 표현하기 위한 연출로 도입되었다고 밝혔다. 또한 감독인 후쿠다 미츠오는 인터뷰에서 "《기동전사 건담 SEED DESTINY》는 어느 진영이 선이고 악이라는 이야기가 아니다"라고 전제하면서, 데스티니 건담의 악의에 찬 얼굴은 어린이들도 이해하기 쉽도록 기호화한 것이라고 설명했다. 손바닥의 팔마 피오키나는 캐릭터 디자인을 담당한 히라이 히사시의 아이디어로 원래는 《드래곤볼》의 에네르기파와 같은 공격 무기를 상정하고 있었다고 한다.

## 설정 해설
자프트에 의해 개발된 모빌 슈트(MS)이며, 무장 교환으로 모든 전투 상황에 대응할 수 있는 것을 목표로 한 임펄스 건담과는 달리 처음부터 모든 상황에 대응할 수 있는 "올라운드형 모빌 슈트(MS)"로 개발되었다. 처음에는 임펄스 건담의 새로운 장비로 포스 실루엣, 소드 실루엣, 블래스트 실루엣의 3가지 장비를 통합·발전시킨 "데스티니 실루엣"이 개발되었지만, 전투시의 에너지 소비량과 임펄스 건담의 본체에 걸리는 부하가 크다는 문제점으로 인해 데스티니 건담을 개발하게 되었다. 데스티니 건담의 개발은 플랜트 최고평의회 의장인 길버트 듀랜달의 지령에 따라 시작되었고, 개발에 "최고의 기술을 모두 포함시킬 것"을 요구받았다. 이는 핵엔진이나 미라쥬 콜로이드와 같은 유니우스 조약에 의해 금지된 각종 기술을 사용하겠다는 것을 의미하며, 데스티니 건담에는 이러한 기술을 발전시킨 장비도 사용되고 있다. 또한 이러한 기존 기술의 발전을 적용시켰을 뿐만 아니라 "모빌 슈트(MS)에 의한 전투 운용의 새로운 창조"라고도 할 수 있는 데스티니 건담만의 독자적인 시스템도 다수 채택되었다.
최신형의 동력 기관인 하이퍼 듀트리온 엔진의 탑재로 인해 획득한 방대한 출력을 다채롭고 강력한 병장기들에 사용하여, 외부 장비 없이도 가공할 만한 종합적인 성능을 발휘한다. 또한 임펄스 건담에 사용되던 포스 실루엣, 소드 실루엣, 블래스트 실루엣의 각 무장들을 통합, 고성능화해 장비하는 데 성공했다. 이로써 어떠한 전투 거리에서도 적기를 압도하는 최대의 공격력과 경이적인 기동력을 발휘한다.
장비류의 고도화와는 달리, 앞선 세컨드 스테이지 시리즈의 특징이었던 변형·합체 기구는 없으며 본체의 구조와 장비는 비교적 일반적이라고 할 수 있다. 또한 소프트웨어 및 하드웨어 양면에서 보통을 훨씬 뛰어넘는 반응 속도를 보이기 시작한 신 아스카 전용의 조정이 더해져서 신 아스카의 잠재 능력을 남김없이 발휘할 수 있게 되었다. 이로써 데스티니 건담은 전속 파일럿인 신 아스카가 탑승했을 때 비로소 진가가 발휘되는 모빌 슈트(MS)가 되었다.
여러 가지 건담 타입 모빌 슈트(MS)의 특색도 더해진 데스티니 건담은 자프트 궁극의 모빌 슈트로 여겨진다. 데스티니 건담의 성능은 스트라이크 프리덤 건담, 인피니트 저스티스 건담 등 동시대의 다른 세력의 모빌 슈트와 동등한 것으로 여겨진다.
하이퍼 듀트리온 엔진에는 원자로가 사용되는데, 이러한 사실을 은폐하기 위해 형식번호는 "A"가 아니라 세컨드 스테이지 시리즈를 나타내는 "S"가 부여되었다. 또한 데스티니 건담은 사실상 "서드 스테이지"에 해당되는 기체이나 핵을 탑재하는 등 공개할 수 없는 특성 때문에 세컨드 스테이지에 해당되는 것으로 취급되었다고 하는 자료도 보인다. 형식번호는 컨셉 넘버로 결번이 되어 있던 "4"가 할당되었다.

### 기체 구조
하이퍼 듀트리온 엔진
핵엔진과 듀트리온 시스템의 하이브리드 동력이며, 두 제너레이터 간의 상호보완을 통해 이론상으로 파워 다운이 일어나지 않는다. 성능면에서 기존의 동력 기관의 몇 배의 출력을 발휘한다.
머리
TV 애니메이션 《기동전사 건담 SEED DESTINY》 제3기, 제4기 오프닝에서 이마에 형식번호의 일부인 "2"의 이탈리아어인 "DUE"라는 문자가 새겨져 있다.
콕피트
하이퍼 듀트리온 엔진을 탑재한 데스티니 건담에는 신형의 콕피트가 채택되었다. 외부를 표시하는 모니터는 전면 및 측면 패널이 매끄럽게 일체화됨으로써 시인성이 높은 광역 시야를 제공하고 있다. OS는 신형의 "Mobile Suit Neo Operation System (Gunnery United Nuclear-Deuterion Advanced Maneuver System Ver.1.62 Rev.29)"이 탑재되어 고도화된 다채로운 장비군을 원활하게 운용할 수 있도록 되어 있다.
콘솔
인터페이스를 비롯한 기기류는 고도화되었으나, 세컨드 스테이지 시리즈의 콕피트와 거의 동일한 배치를 유지하고 있다. 이에 따라 신 아스카는 첫 탑승시에도 당황하지 않고 조종할 수 있었다.
고출력 가동시에는 중앙의 서브 디스플레이가 팝업된다. 한편 데스티니 건담과 레전드 건담의 콕피트에는 일반 모드 외에 하이퍼 듀트리온 엔진에 대응한 최대 출력 모드인 "하이퍼 모드"가 있어서 파일럿의 판단으로 기체의 성능을 조절할 수 있다고 하는 자료도 있다.
관절 기구
전신의 모든 부분에 다채로운 무장을 갖추고 있는 데스티니 건담은 특성이 다른 여러 무장들을 전투 중에 매끄럽게 잘 다룰 수 있어야 했다. 이를 실현하기 위해 기체 각 부분의 가동부에 보다 인간에 가까운 움직임을 가능하게 하는 기구가 갖춰져 있다.
데스티니 건담의 전신을 덮고 있는 장갑은 가동부 주변에 보다 세밀하게 분할되어 장착되어 있으며, 이들 장갑을 팔, 다리의 운동과 연동시켜 유연하게 슬라이드 시키는 것으로 가동 범위를 확대하고 운동성을 향상시키고 있다. 이 기구는 장갑에 틈새를 남겨서 방어력의 저하를 초래할 수 있다. 이와 같은 기구는 스트라이크 프리덤 건담에도 채택되어 있는데, 스트라이크 프리덤 건담에서는 키라 야마토의 피탄율이 낮다는 이유로 방어력의 저하를 무시하고 운동성을 극한까지 향상시켜 피탄당하지 않는다는 것을 전제로 한 기구였다. 그러나 데스티니 건담에서는 전속 파일럿인 신 아스카의 전투 데이터를 분석해 신 아스카의 운용 실적에 맞춘 가동 범위의 설정과 장갑 분할을 함으로써, 적에게 무방비되는 순간을 최소화하면서 최대의 기동성을 발휘하게 하는 보다 현실적인 기구가 채택되고 있다. 또한 이러한 장갑 조정은 신 아스카에게 인도된 후에도 여러 차례에 걸쳐 미세 조정이 이루어졌다.
관절을 구성하는 내부 골격은 배리어블 페이즈 시프트 장갑 기술을 전용한 특수 소재로 구성되어 있으며, 이를 통해 팔, 다리의 운동에 맞게 소재의 성질이 변화하는 유연성이 있는 관절이 만들어졌다. 이러한 특수 소재는 경화 및 유연화에 필요한 전력을 항상 안정적으로 공급받고 있으며, 여분의 전력이 광자로 방출되어 "둔한 금속 빛"을 띠고 있다. 따라서 이러한 특수 소재를 사용한 관절 기구가 채택되기 위해서는 데스티니 건담이 가지고 있는 방대한 출력이 필수적이다.
이러한 기구를 가지고 있는 데스티니 건담의 기체 구조는 일반적인 모빌 슈트(MS)보다 몇 배는 더 복잡해서 생산성과 정비성 측면에서 큰 문제를 안고 있다.
빛의 날개
등부분의 윙 유닛은 프리덤 건담의 능동성 공력 탄성 날개를 발전시킨 것으로 대기권 안팎을 불문하고 절대적인 기동성을 발휘하게 한다.
또한 윙 유닛 내부에 행성간 항행 시스템인 부아튀르 뤼미에르를 전용한 고추력 스러스터가 탑재되어 있으며, 고기동시에 형성되는 "빛의 날개"는 윙 스러스터 유닛을 최대로 가속시켰을 때나 추력을 증대시켰을 때 발생한다. 한편 원래 스타게이저에 탑재된 부아튀르 뤼미에르는 태양풍 뿐만 아니라 각종 레이저와 입자 빔을 수신 변환함으로써 광압 추진에 이용할 수 있는 레이저 추진의 측면을 겸비하기 때문에 스타게이저 외에 이 기술을 도입한 군용 모빌 슈트(MS)는 기체 내의 레이저 발신기를 이용함으로써 능동적인 순발력으로 가속력이 뛰어난 기체라고 하는 자료도 보인다. 데스티니 건담은 특수한 에너지 변환에 의해 얻어지는 강력한 광압을 추진력으로 하고 있으며, 하이퍼 듀트리온 엔진으로부터 공급되는 무한한 전력을 이용해 거대한 빛의 날개를 형성하고 유례없는 초가속을 발휘할 수 있다. 또한 데스티니 건담은 고기동시에 미라쥬 콜로이드를 광역 살포함으로써 초고기동과 동시에 주위의 공간에 광학 잔상을 형성할 수 있다.

#### 무장
MMI-GAU26 17.5mm CIWS
머리 양측에 내장된 근접 방어 기관포이다. 실체탄식 화기로 대인 제압 및 적기 견제 외에 미사일 요격 등 그 용도가 다양하다.
MA-BAR73/S 고 에너지 빔 라이플
앞선 세컨드 스테이지 시리즈의 빔 라이플의 개량형이며, 하이퍼 듀트리온 엔진으로부터의 풍부한 전력 공급에 맞추어 개량한 덕분에 대폭적인 출력 증가 및 연사력이 향상되었다. 한편 이 빔 라이플은 임펄스 건담의 MA-BAR72 고 에너지 빔 라이플의 개량형으로 속사성과 발사각이 우수하다는 자료도 볼 수 있다. 또한 중거리 전투용이며, 균형 잡힌 성능을 가지고 있다고 한 자료도 존재한다.
안티 빔 실드 / 실드
방어 면적을 확대할 수 있는 확장 메커니즘에 의해 처리와 편의성의 장점을 양립시킨 경량 및 초경도를 자랑하는 특수 합금제의 대 빔 코팅 방패이다. 빔 실드와의 병용도 가능하다. 애니메이션 《기동전사 건담 SEED DESTINY》 제37화에서 구프 이그나이티드의 슬레이어 윕에 의해 파괴된 빔 라이플의 폭발로부터 보호하기 위해 사용되었다.
MX2351 솔리두스 풀고르 빔 실드 발생장치
모노 페이즈 광파 실드를 개량한 장갑형의 빔 실드 발생장치이다. 전개시 형상을 임의로 조정할 수 있어서 다양한 상황에서 사용이 가능하다. 또한 빔 병기, 실체탄을 불문하고 방어가 가능하며, 실드 전개 중에도 실드 안쪽에서의 공격은 가능하다. 양팔의 빔 실드를 연결시켜 방어 면적을 확대하는 것도 가능하다.
MMI-X340 팔마 피오키나 장부 빔 포
양손바닥에 장착된 숨겨진 무기라고 할 수 있는 빔 포이다. 밀착된 상태에서 상대를 확실하게 파괴하는 장비로, 일반적으로는 있을 수 없는 영거리에서의 격투전을 상정한 이 무기에서 데스티니 건담의 특이함을 엿볼 수 있다. 새로운 공격 무기 중 하나이며, 따라서 펼칠 수 있는 전술의 종류도 미지수이다. 또한 빔 포를 겨누는 동작 없이도 공격할 수 있어서 근접전투 등에서 활용성이 좋은 것으로 알려져 있다.
자료에 따라 단거리 빔 소드로 기술한 자료, 빔 포라기보다는 개방형 빔 제너레이터에 가까운 장비라고 하는 자료도 보인다.
또한, 위력은 전함 클래스도 일격에 파괴가 가능하다고 설정한 자료도 보인다.
RQM60F 플래시 엣지 2 빔 부메랑
소드 임펄스 건담에 장착된 플래시 엣지 빔 부메랑의 발전형이다. 기존에 있던 실체 칼날 부메랑으로 사용하기 위한 이도류 연결 기능은 가지고 있지 않지만, 빔 칼날을 연장시켜 빔 사벨로 사용할 수 있다. 또한 투척시의 출력에서도 안티 빔 실드를 쉽게 절단하는 위력을 가지고 있으며, 일반적인 모빌 슈트(MS)라면 일격에 파괴시킬 수 있다고 한 자료도 보인다. 간이 드라군식의 부메랑이 되고 있다.
사용하지 않을 때는 양쪽 어깨 부분에 장착되어 있다.
MMI-714 아론다이트 빔 소드
엑스칼리버 레이저 대함도의 개량 모델이다. 참마도처럼 함정을 일도양단하는 엑스칼리버를 계승한 높은 예리함을 갖추고 있으며, 동시에 격투전에서도 맹위를 떨친다. 이렇게 장대한 검신을 가진 칼을 자유자재로 다루기 위해서는 달인이라고 할 수 있는 기량이 파일럿에게 요구된다. 또한 구프 이그나이티드가 가지고 있는 빔 소드의 사용 편의성을 겸비하고 있다고 하는 자료, 대 빔 코팅 실드를 양단할 수 있다고 하는 자료도 볼 수 있다. 사용시에는 데스티니 건담이 가지고 있는 동체의 유연성도 고려되어, 만일 다른 기체가 장비했을 경우 제대로 다루는 것은 불가능하다고 여겨진다. 아론다이트 빔 소드와 소드 임펄스 건담이 장비하는 엑스칼리버 레이저 대함도의 특성에 대한 설명으로 그 구성에서 빔 칼날 부분으로 적기의 장갑을 태우면서 실체날 부분으로 밀어붙여 베는 공격이 가능하며, 빔과 실체칼날의 특성 상 모빌 아머(MA)와 같은 큰 기체를 파괴하는데 적합한 장비라고 하는 자료도 보인다. 사용하지 않을 때는 오른쪽 뒤의 웨폰 락에 검신을 접어서 장착한다.
M2000GX 고 에너지 장사정 빔 포
파괴력과 정확도를 겸비한 대형 빔 런처이다. 하이퍼 듀트리온 엔진으로부터 풍부하게 에너지를 공급받을 수 있기 때문에 블래스트 실루엣에 탑재된 케르베로스를 능가하는 위력을 자랑한다. 또한 하이퍼 듀트리온 엔진으로부터 원활한 에너지 공급에 의해 연사력이 우수하다고 하는 자료, 하이퍼 듀트리온 엔진으로부터 풍부한 에너지 공급으로 큰 위력과 긴 사정거리에 연사 성능도 뛰어나, 그 성능은 블래스트 임펄스 건담의 케르베로스를 포함한 기존 모빌 슈트(MS)용 빔 런처를 훨씬 능가한다. 대함전, 대요새전 뿐만 아니라 대 모빌 슈트(MS)전에서도 높은 운용성을 자랑한다고 하는 자료도 보인다.
발포시의 포신은 22m로 데스티니 건담의 키보다 길지만, 데스티니 건담의 본체에서도 채택된 기본 구조의 세부 분할과 연동 슬라이드 기구가 활용되고 있으며, 사용하지 않을 때는 왼쪽 뒤의 웨폰 락에 총신을 접어서 장착한다. 이 밖에도 변형 기구를 가지고 있는 무장은 존재하지만, 이렇게까지 복잡하게 된 것은 없다.

## 작품 내에서의 활약
제35화-제37화
《기동전사 건담 SEED DESTINY》에서 첫 등장은 제35화의 지브롤터 기지에서 신 아스카의 새로운 탑승기로 레전드 건담과 함께 등장했다.
제37화에서 레이 자 바렐이 탑승한 레전드 건담과 함께 아스란 자라와 메이린 호크가 탈주에 사용한 구프 이그나이티드를 추격하기 위해 출격해서 이를 격추한다.
제38화
헤븐즈 베이스 수비대의 윈덤 여러 대, 디스트로이 건담을 단독으로 2대, 레전드 건담과 임펄스 건담과 연계해 1대, 총 3대를 격파하는 등의 전과를 올려 반로고스 동맹군의 승리에 크게 공헌한다.
제40화-제42화
제40화부터 제42화까지의 오퍼레이션 퓨리에서는 무라사메 수 기를 순식간에 격파하고, 카가리 유라 아스하가 탑승한 아카츠키를 압도하지만, 키라 야마토의 스트라이크 프리덤 건담에 의해 저지당한다. 그대로 스트라이크 프리덤 건담과의 일대일 승부에 돌입하지만, 상황이 불리하다고 보고 일시적으로 후퇴한다.
다시 출격해서 레전드 건담과 연계해서 스트라이크 프리덤 건담을 몰아붙이지만, 아스란 자라의 인피니트 저스티스 건담의 참전으로 한쪽 팔을 파괴당해서 다시 후퇴한다.
제45화
플랜트 본국으로 표적이 정해진 레퀴엠의 발사를 저지하기 위해 출격한다. 레퀴엠 공략전에서 디스트로이 건담, 잠자자, 겔즈 게, 윈덤 등을 차례로 격파하고 다이달로스 기지 사령부를 제압해서 플랜트 본국을 구하는 활약을 펼친다.
제49화-제50화
메사이어 공방전에서 다시 아스란 자라의 인피니트 저스티스 건담과 대결한다. 그러나 대부분의 무기를 파괴당하고 기체는 대파되어 달에 추락한다. 파일럿인 신 아스카는 무사했지만, 데스티니 건담은 가동 불능 상태가 되었다. 파괴 당해 쓰러져 있는 데스티니 건담과 임펄스 건담의 모습이 크레디트 타이틀로 사용되며 이야기는 마무리 된다.

## 하이네 전용 데스티니 건담
건프라 30주년을 기념해서 발매된 T.M.Revolution과의 콜라보레이션 앨범 《X42S-REVOLUTION》 초회 생산 한정 음반 Type A의 부속 건프라 〈1/144 HG 하이네 전용 데스티니 건담〉으로 등장했다.
이 건담 프라모델 키트는 T.M.Revolution의 니시카와 타카노리가 《기동전사 건담 SEED DESTINY》 작품 내에서 성우로 연기한 하이네 베스텐플루스의 퍼스널 컬러인 오렌지색을 기조로 하여 데스티니 건담의 컬러링을 일부 변경한 것이다.
설정 해설
지구연합군과의 전쟁 말기에 자프트가 투입한 최강의 모빌 슈트(MS)인 데스티니 건담은 오랫동안 신 아스카가 탑승한 1기 뿐인 것으로 알려져 왔었다. 하지만 신 아스카 탑승기 외에도 동형기가 존재한다는 것이 최근에 공개된 자료에 의해서 밝혀졌다. 최강의 모빌 슈트와 파일럿을 조합한 부대로 지구연합군의 전력을 일축하고 전의를 상실시키는 것을 기획하고 있던 자프트는 각 전선에서 전적이 우수한 에이스 파일럿들을 모아 데스티니 건담을 주력 모빌 슈트로 해서 이를 효과적으로 운용하기 위한 특수부대인 "컨클루더즈"를 창설할 계획을 가지고 있었다.
하이네 베스텐플루스도 컨클루더즈의 일원으로 선정되어서, 하이네 전용으로 조정된 데스티니 건담도 제조되고 있었다. 그러나 기체의 완성 직전에 하이네가 전사했고, 컨클루더즈의 실제 창설도 이루어지지 못했다. 이후 하이네 전용 데스티니 건담은 자프트의 무기고에 보관되어 있는 상태라고 한다.

## 같이 보기
- 건담 시리즈의 병기 목록
- 기동전사 건담 SEED DESTINY
- 임펄스 건담
- 레전드 건담
- 미네르바
- 스트라이크 프리덤 건담
- 인피니트 저스티스 건담

## 주해
1. ↑  반다이에서 2005년 8월에 발매한 게임 소프트 《기동전사 건담 SEED DESTINY GENERATION of C.E.》에서는 데스티니 건담의 공격 방법 중 하나로 손바닥으로 빔 포격을 하는 것도 볼 수 있다.
2. ↑  과잉이라고 할 수 있는 무장을 탑재한 데스티니 실루엣은 코어 스플렌더를 갖춘 임펄스 건담의 복잡하고 정밀한 기체 구조에 큰 부하를 가하는데다, 소비 전력도 방대해서 임펄스 건담으로는 도저히 실전에서 운용할 수 없었다. 이러한 운용 데이터로부터 최강의 만능 기체를 만들어내기 위해서는 완전히 새로운 기체를 처음부터 새로 설계하는 것이 효율적이라고 판단되어 결과적으로 데스티니 실루엣의 제조는 4기로 중단되고, 데스티니 건담의 개발이 시작되었다.[11]
3. 1 2  한편 데스티니 건담은 지구연합군과의 전쟁에서 종지부를 찍기 위해 개발이 진행된 기체이며, 신 아스카에게 주어졌다. 데스티니 건담의 개발에 길버트 듀랜달이 관여했다고 하는 자료도 보인다.[13]
4. ↑  포토 스토리 작품 《기동전사 건담 SEED DESTINY MSV 전기》에는 데스티니 건담의 전구형인 데스티니 임펄스 건담이 메사이어 본부를 중심으로 한 실시간 적군, 아군 분포 데이터 및 미래 예측을 포함한 인공지능(AI)의 보조를 받는 묘사가 있다. 또한 이 작품에서 데스티니 임펄스 건담은 기능이 추가된 만큼 복잡해진 시스템 관리에 대응하기 위해 항공전자/차량전자화의 강화로 파일럿이 기체의 세밀한 통제에 번거롭지 않게 전투를 수행할 수 있다는 설명도 보인다.[16]
5. ↑  인도 직전에 신 아스카의 각종 전투 데이터를 토대로 대대적인 재조정 및 미세한 개조도 실시했다는 자료도 보인다.[12]
6. ↑  데스티니 건담은 개발 초기부터 신 아스카의 전용기로 주목을 받았다.[19] 한편 후속 매체에서는 "하이네 전용 데스티니 건담"처럼 신 아스카 탑승기 외의 데스티니 건담이 설정된 것도 볼 수 있다.[20]
7. 1 2  애니메이션 《기동전사 건담 SEED DESTINY》 제36화에서 지브롤터 기지로 이송된 데스티니 건담이 길버트 듀랜달에 의해 신 아스카에게 인도되고 있다. 또한 작품 내에서 듀랜달의 대사를 통해 데스티니 건담은 화력, 기동력, 방어력, 신뢰성 모두에서 임펄스 건담을 능가하는 최강의 모빌 슈트(MS)이며, 임펄스 건담의 최신의 전투 데이터를 기반으로 신 아스카 전용의 조정이 이루어졌다고 설명되고 있다.
8. ↑  선라이즈 공식 사이트의 설명으로는 (등장 시점에서는) 레전드 건담과 대등한 최강의 모빌 슈트(MS)였던 것은 틀림없다고 설명되어 있다.[22]
9. ↑  스트라이크 프리덤 건담이나 인피니트 저스티스 건담과의 전력을 비교하자면, 기체의 컨셉 차이로 인해 혼전에서는 스트라이크 프리덤 건담이나 인피니트 저스티스 건담이 우세하지만, 단독 전투에서는 데스티니 건담이 우세하다고 여겨진다.[25]
10. ↑  기체의 성능을 십분 발휘하도록 하는 신 아스카가 탑승함으로써, 사상 최강의 기체가 되었다라고 하는 자료도 보인다.[1][5]
11. ↑  데스티니 건담은 핵엔진 및 미라쥬 콜로이드의 탑재로 인해 유니우스 조약을 위반한 기체가 되었지만, 이는 이미 조약이 유명무실화되었음을 나타낸다고 하는 자료도 볼 수 있다.[1][5] 또한 당시에 유니우스 조약은 유명무실화되어 핵엔진의 탑재는 문제가 되지 않았다고 하는 자료도 보인다.[15]
12. ↑  순수하게 성능으로만 판단한다면 서드 스테이지나 그 이상의 하이 스테이지에 해당하는 기체라고 하는 자료도 볼 수 있다.[12]
13. 1 2  데스티니 건담에 탑재된 하이퍼 듀트리온 엔진은 "핵엔진과 듀트리온 시스템의 상호보완에 의해 파워 다운은 일어나지 않는다"는 설정인데, TV 애니메이션 《기동전사 건담 SEED DESTINY》 제42화에서 콘덴서의 잔량이 레드존에 돌입하는 것으로 묘사되었다. 이에 대해 《PEAFECT ARCHIVE SERIES 5 기동전사 건담 SEED DESTINY》에서 모리타 시게루는 "듀트리온의 충전이 좀 늦어졌다…라고 해주세요(웃음)"라고 언급하였다.[28] 한편 선라이즈 공식 사이트에서는 "아직 실전에서의 데이터를 가지고 조정을 하고 있는 단계였는데, 급격하게 최대 포텐셜을 발휘함으로써 기관부에 어떠한 에러를 일러켜, 어느 한쪽의 충전이 늦어져 버린 것이 원인일 것으로 생각된다"고 기재되어 있다.[22]
14. ↑  "핵·듀트리온 통합 선진 기동 시스템"이란 뜻이다.[30]
15. ↑  소설 작품 《기동전사 건담 SEED DESTINY B》에서는 이러한 미라쥬 콜로이드의 효과를 사용한 건담 아스트레이 느와르 D가 시각적인 잔상과 레이더 효과 모두에서 건담 아스트레이 블루 프레임을 교란시키는 장면도 볼 수 있다.[37]
16. ↑  "솔리두스 풀고르"는 라틴어로 "강력한 빛"이란 뜻이다.
17. ↑  "팔마 피오키나(palma fiocina)"는 이탈리아어로 "손바닥의 작살"이란 뜻이다.
18. ↑  2005년에 발매된 게임 소프트 《기동전사 건담 SEED DESTINY GENERATION of C.E.》에서는 빔 라이플처럼 원거리 적에게 빔을 발포하는 묘사가 존재하지만, 애니메이션의 데스티니 건담이 같은 공격이 가능한지는 확실하지 않다. 애니메이션 《기동전사 건담 SEED DESTINY》 제45화에서는 디스트로이 건담의 콕피트를 분쇄하고, 그 뒷면까지 빔이 관통하는 위력을 보였다.
19. ↑  위력은 그럭저럭이지만, 보통의 모빌 슈트(MS)라면 일격으로 파괴할 수 있다고 한 자료도 볼 수 있다.[7]
20. ↑  명칭은 원탁의 기사 란슬롯의 명검인 "아론다이트"에서 유래하였다.
21. ↑  애니메이션 《기동전사 건담 SEED DESTINY》 제42화에서는 스트라이크 프리덤 건담에게 아론다이트 빔 소드의 실체날 부분을 손으로 잡히고 크시피어스 레일포를 맞아 빼앗기고, 제43화에서는 인피니트 저스티스 건담의 빔 사벨에 의해 양팔을 파괴당했기 때문에 사용할 수 없게 되었다. 또한 제50화에서는 인피니트 저스티스 건담의 빔 사벨에 의해 검신이 절단되었다.
22. ↑  데스티니 건담은 데스티니 플랜을 수호하는 상징으로서[18] 레전드 건담과 함께 싸우며, 메사이어 공방전에서 아스란 자라의 인피니트 저스티스 건담과 한판 승부를 벌인다. 초반에는 팽팽한 승부를 이어갔지만, 최종적으로 전투 도중에 신 아스카가 혼란을 일으키며,[43] 인피니트 저스티스 건담의 빔 사벨을 팔마 피오키나로 받으려다 데스티니 건담의 양팔이 파괴되고, 인피니트 저스티스 건담의 다리의 빔 블레이드에 의해 데스티니 건담의 오른쪽 다리 부분이 절단되어 파괴된다.[43] 그러나 이 결과는 기체의 성능 차이에 의한 것이 아니라 파일럿의 능력 및 전투시의 정신적 안정 정도를 감안해야 하는 결과이며,[15] 그렇다고 해서 최강으로 평가받는 데스티니 건담의 성능적 우수성이 부정되는 것은 아니다.[44]

## 참고 문헌
- 서적
  - 《TV 매거진 특별 편집 엑스트라 기동전사 건담 SEED&SEED DESTINY MOBILE SUIT FILE》. 코단샤. 2005년 5월. ISBN 4-06-179152-4.
  - 《기동전사 건담 SEED DESTINY 오피셜 파일 메카 03》. 코단샤. 2005년 9월. ISBN 4-06-367157-7.
  - 《공식 가이드북 3 기동전사 건담 SEED DESTINY 맹세의 우주》. 카도카와 쇼텐. 2005년 12월. ISBN 4-04-853927-2.
  - 《로망 앨범 기동전사 건담 SEED DESTINY "데스티니 편"》. 도쿠마 쇼텐. 2006년 2월. ISBN 4-19-720243-1.
  - 《하비 재팬 MOOK 기동전사 건담 SEED DESTINY 모델 Vol.1》. 하비 재팬. 2006년 3월. ISBN 4-89425-403-4.
  - 《하비 재팬 MOOK 기동전사 건담 SEED DESTINY 모델 Vol.2 DESTINY MSV편》. 하비 재팬. 2006년 3월 31일. ISBN 4-89425-415-8.
  - 《PERFECT ARCHIVE SERIES 5 기동전사 건담 SEED DESTINY》. 타케쇼보. 2006년 5월. ISBN 4-8124-2687-1.
  - 《전격 데이터 컬렉션 기동전사 건담 SEED DESTINY 하권》. 미디어 웍스. 2007년 11월 15일. ISBN 978-4-8402-4087-1.
  - 《기동전사 건담 SEED DESTINY MS 백과사전》. 이치진샤. 2008년 11월 25일. ISBN 978-4-7580-1126-6.
  - 《건담의 상식 올 건담 대전집 21세기편》. 후타바샤. 2011년 5월 22일. ISBN 978-4-575-30314-8.
- 무크
  - 《그레이트 메카닉 17》. 후타바샤. 2005년 6월. ISBN 4-575-46427-9.
- 잡지
  - 《더 텔레비전 2005년 35호》. 카도카와 쇼텐. 2005년 8월 9일.
  - 《월간 건담 에이스 2005년 5월호》. 카도카와 쇼텐.
- 소설
  - 고토 리우 (2005년 11월 1일). 《기동전사 건담 SEED DESTINY 4 보여지는 세계》. 카도카와 쇼텐. ISBN 4-04-429111-X.
  - 고토 리우 (2006년 4월 1일). 《기동전사 건담 SEED DESTINY 5 선택받은 미래》. 카도카와 쇼텐. ISBN 4-04-429112-8.
  - 치바 토모히로 (2006년 8월 15일). 《기동전사 건담 SEED DESTINY ASTRAY 하권 인연을 찾는 자》. 미디어 웍스. ISBN 4-8402-3498-1.
  - 치바 토모히로 (2014년 6월). 《기동전사 건담 SEED DESTINY ASTRAY B 하권》. 카도카와 쇼텐. ISBN 978-4-04-866760-9.
- 분책 백과
  - 《주간 건담 팩트 파일 제127호》. 데아고스티니 재팬. 2007년 4월 3일.
  - 《주간 건담 팩트 파일 147호》. 데아고스티니 재팬. 2007년 8월 8일.
  - 《주간 건담 퍼펙트 파일 25호》. 데아고스티니 재팬. 2012년 3월 27일.
  - 《주간 건담 퍼펙트 파일 61호》. 데아고스티니 재팬. 2012년 12월 4일.
  - 《주간 건담 퍼펙트 파일 64호》. 데아고스티니 재팬. 2012년 12월 25일.
- 건담 프라모델 키트
  - 《1/144 컬렉션 시리즈 데스티니 건담》. 반다이. 2005년 5월.
  - 《1/100 데스티니 건담》. 반다이. 2005년 7월.
  - 《1/144 HG 인피니트 저스티스 건담》. 반다이. 2005년 8월.
  - 《1/144 HG 레전드 건담》. 반다이. 2005년 10월.
  - 《1/144 HG 데스티니 건담》. 반다이. 2005년 11월.
  - 《EX 모델 1/1700 미네르바》. 반다이. 2005년 11월.
  - 《1/100 인피니트 저스티스 건담》. 반다이. 2006년 5월.
  - 《1/100 MG 데스티니 건담》. 반다이. 2007년 10월.
  - 《1/100 MG 데스티니 건담 익스트림 블래스트 모드》. 반다이. 2007년 10월.
  - 《1/144 HG 하이네 전용 데스티니 건담 "X42S-REVOLUTION" 초회 생산 한정 음반 Type A" 부속 키트》. 반다이. 2010년 3월.
  - 《1/144 RG 데스티니 건담》. 반다이. 2013년 7월.
- 액션 피규어
  - 《MOBILE SUIT IN ACTION!! ZGMF-X42S 데스티니 건담》. 반다이. 2005년 6월.